# Higashihiroshima
Higashihiroshima è una città giapponese della prefettura di Hiroshima.